# Edifício Grande Avenida
À direita, o Edifício Grande Avenida
O Edifício Grande Avenida é um prédio localizado no número 1.754 da avenida Paulista em São Paulo, Brasil, sendo situado a cerca de 50 metros da rua Peixoto Gomide.

## Incêndios

### 1969
O Edifício Grande Avenida foi palco de dois incêndios em sua história, sendo o primeiro ocorrido em 13 de janeiro de 1969. Dos 19 andares do edifício, 14 foram completamente destruídos pelas chamas, sendo que uma das colunas de sustentação sofreu rachaduras. Apesar da intensidade do incêndio, ninguém se feriu. O edifício foi recuperado.

### 1981

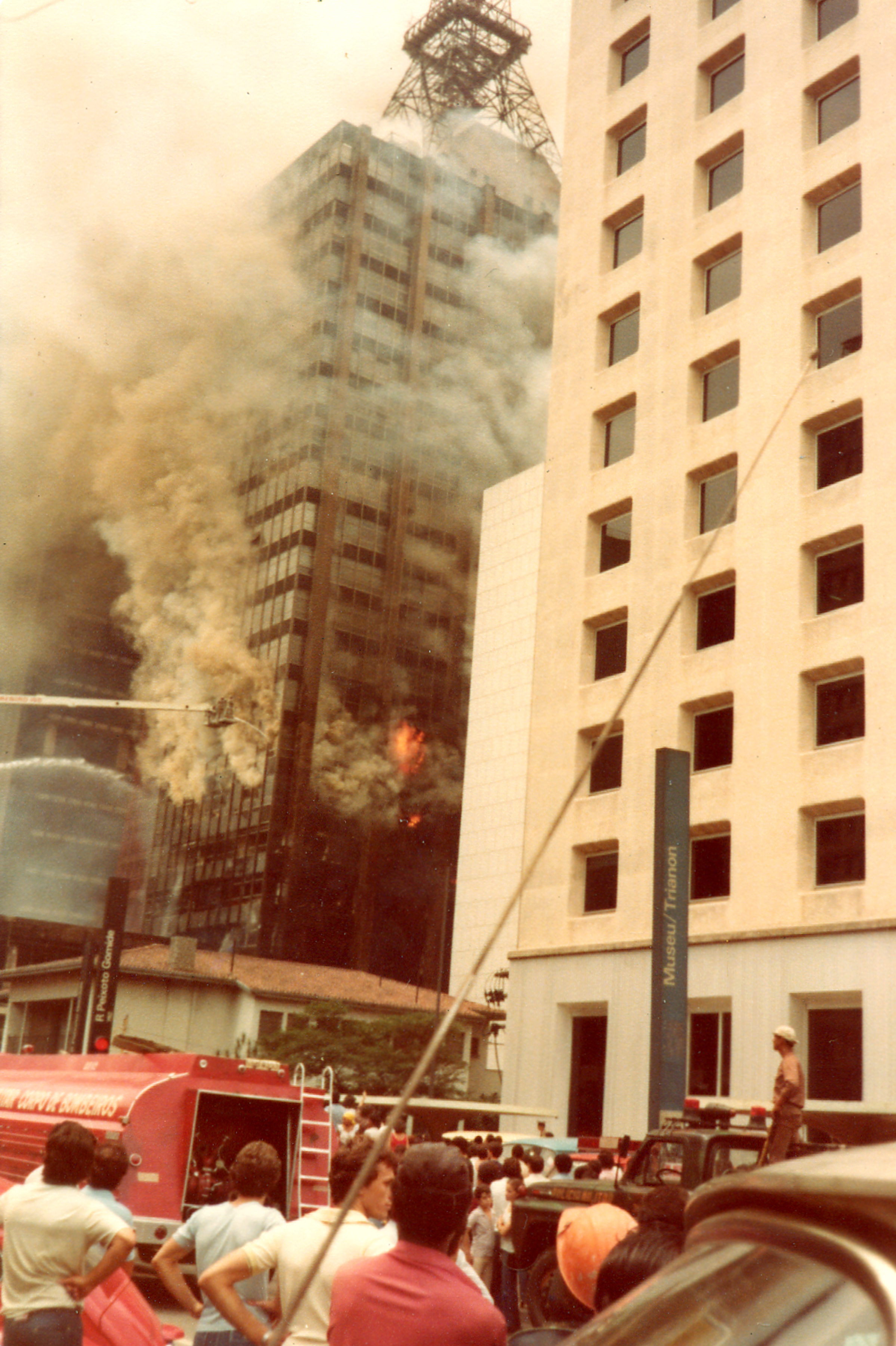
Incêndio ocorrido em 1981

Na tarde de 14 de fevereiro de 1981, o fogo iniciado na sobreloja do edifício, deixou dezessete mortos e 53 feridos, destruindo todos os andares do prédio. O número de vítimas só não foi maior porque o episódio ocorreu num sábado e havia poucas pessoas trabalhando no interior do edifício.
Essas pessoas, a maioria, eram funcionários da Construtora Figueiredo Ferraz, e estavam com um projeto atrasado, que deveria ser apresentado na quinta-feira. A corrente de ventania que subia da avenida 9 de julho (pela parte de trás do prédio) funcionou como um verdadeiro fole, alimentando o fogo. Todos os andares foram consumidos pelo fogo, rapidamente. As viaturas do Corpo de Bombeiros, provenientes da Praça da Sé, subiram a avenida Brigadeiro Luís Antônio; as outras viaturas vieram da guarnição da rua da Consolação. Os helicópteros particulares estavam pousando no Museu de Arte de São Paulo (MASP), numa área contígua ao vão livre, onde até hoje é realizada a feira de antiguidades. Na época não existiam heliportos nos prédios da avenida. Médicos abriam os porta-malas de seus carros, cheios de medicamentos. Pessoas do povo escreveram com cal no asfalto: Calma! Calma![carece de fontes?]
O perigo maior era se o fogo se alastrasse para o último andar, onde fica a torre de transmissão da Record, pois estavam armazenadas mais de vinte latas de tinta para pintar a torre, além do óleo diesel, que mantinha o gerador da torre funcionando. Este tipo de construção como a do Edifício Grande Avenida e a do Banco Real/AMRO, na mesma avenida, foram proibidas pela prefeitura de São Paulo.[carece de fontes?]
Em 1994 e 2001, foram implantadas, por meio de decreto, medidas legais de segurança no combate a incêndio. Em 2005 foram publicadas 38 instruções técnicas visando aprimorar a segurança dos edifícios.